# 須屋站
須屋站（日语：／ Suya eki */?）是位於熊本縣合志市須屋字迫田，熊本電氣鐵道的菊池線車站。車站編號為KD14。

## 歷史
- 1913年（大正2年）8月26日：車站啟用。
- 2015年（平成27年）4月1日：此站可以使用交通系IC卡「熊本地域振興IC卡（日语：熊本地域振興ICカード）（熊本熊之IC CARD）」[1]。
- 2019年（令和元年）10月1日：此站引入車站編號[2]。

## 車站構造
車站是一座地面車站，設有1面1線的單式月台。此站沒有車站大樓，此站是無人車站。月台上設有上蓋。
月台入口中設有IC卡讀卡機（只限入閘）。

## 使用狀況
| 年度   | 1日平均 乘車人次 | 1日平均 上下車人次 |
| ------ | ---------------- | ------------------ |
| 2012年 |                  | 434                |
| 2013年 |                  | 471                |
| 2014年 | 268              | 492                |
| 2015年 |                  | 505                |
| 2016年 |                  | 539                |
| 2017年 |                  | 405                |
| 2018年 |                  | 342                |

## 車站周邊
- 丸食（日语：マルショク）須屋店
- 合志市立西合志南小學（日语：合志市立西合志南小学校）
- 合志市政廳　須屋分所
- 須屋駅前簡易郵局
- 妙泉寺公園
- 合志市須屋市民中心

## 巴士路線
須屋站前巴士站
- 電鐵巴士

## 相鄰車站
熊本電氣鐵道
■菊池線
新須屋（KD13）－須屋（KD14）－三石（KD15）

## 注腳
1. 1 2  電鉄電車（菊電）でのご利用 （页面存档备份，存于）（日語）（熊本熊之IC CARD）
2. ↑  電車 「駅ナンバリング」導入のお知らせ （页面存档备份，存于）（日語） - 熊本電氣鐵道，2019年8月15日，同日參閲。
3. ↑  公共交通の現状等、52頁 （页面存档备份，存于）（日語） ，2018年12月10日參閲
4. ↑  国土数値情報(駅別乗降客数データ)  （页面存档备份，存于）（日語） - 國土交通省，2018年12月10日參閲
5. ↑  国土数値情報　駅別乗降客数データ  （页面存档备份，存于）（日語） - 國土交通省，2020年9月19日參閲

## 外部連結
- 須屋站 （页面存档备份，存于）（日語）（路線圖、車站情報） - 熊本電氣鐵道